# Palazzone
Palazzone è una frazione del comune italiano di San Casciano dei Bagni, nella provincia di Siena, in Toscana.

## Storia
Secondo lo storico Emanuele Repetti, il borgo di Palazzone corrisponderebbe alla "villa o palazzo di San Pellegrino", posta nella giurisdizione della pieve di Santa Maria a Fighine: in questo palazzo, nel maggio del 1058, il marchese Goffredo organizzò un tribunale per giudicare una lite tra l'abate di Capolona e il vescovo di Chiusi circa alcuni beni siti presso la borgata di Paganico.
Il paese si sviluppò durante l'epoca medievale come punto di sosta e luogo di ritrovo per gli scambi commerciali, come ricorda una disposizione del XVI secolo del comune di Fighine circa l'istituzione di un mercato presso Palazzone. Anche il toponimo dell'attigua borgata Stabbiano fa ipotizzare la presenza di una stazione di posta per il riposo e il ricambio dei cavalli (da stabulum, "stalla" o "scuderia"). La frazione acquisì importanza ed autonomia quando prima del 1564 venne istituita la parrocchia indipendente da quella di Fighine, che a partire da questo momento inizierà a perdere il proprio prestigio politico-amministrativo in favore di Palazzone.
Nel 1833 il borgo di Palazzone contava 607 abitanti.

## Monumenti e luoghi d'interesse
- Chiesa di Santa Maria Assunta (XVI secolo)
- Pozzo-cisterna
- Area archeologica di Palazzone (Bagno Grande)

## Geografia antropica
La frazione del Palazzone comprende storicamente nel proprio territorio varie borgate, alcune di esse di antica origine, come quelle di Cupa, di Paganico, del Sasso e di Stabbiano. Nella frazione è compreso anche il nucleo storico di Fighine, antico comune con centro castellano oggi declassato a semplice località abitata.